# Antena de televisión

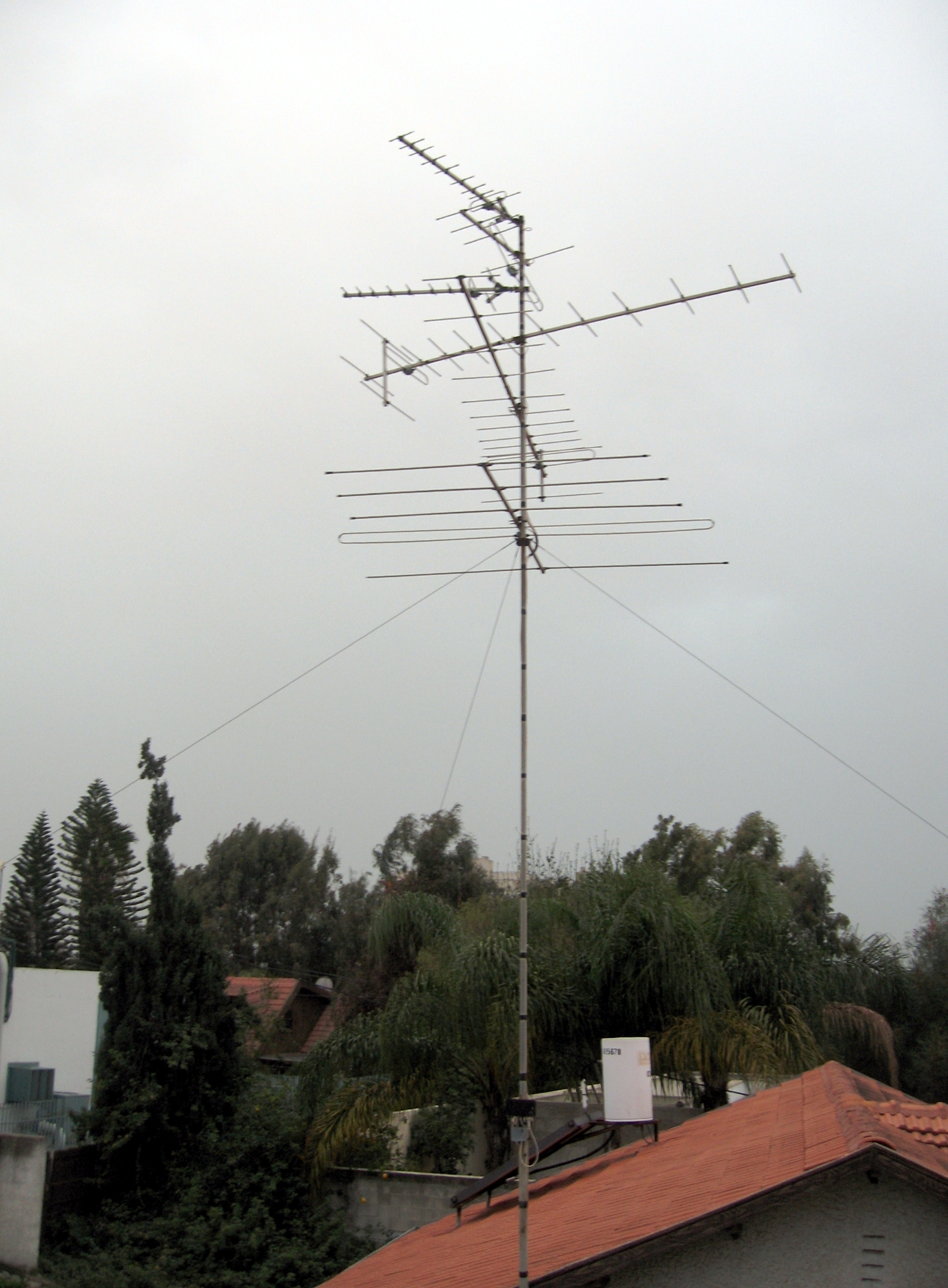
Las antenas televisivas VHF usadas para la recepción de televisión por aire. Estas seis antenas de televisión en la azotea de una casa. A partir de los 50 MHz encontramos frecuencias asignadas, según los países, a la televisión comercial; son los canales llamados "bajos" del 2 al 13. También hay canales de televisión en UHF.

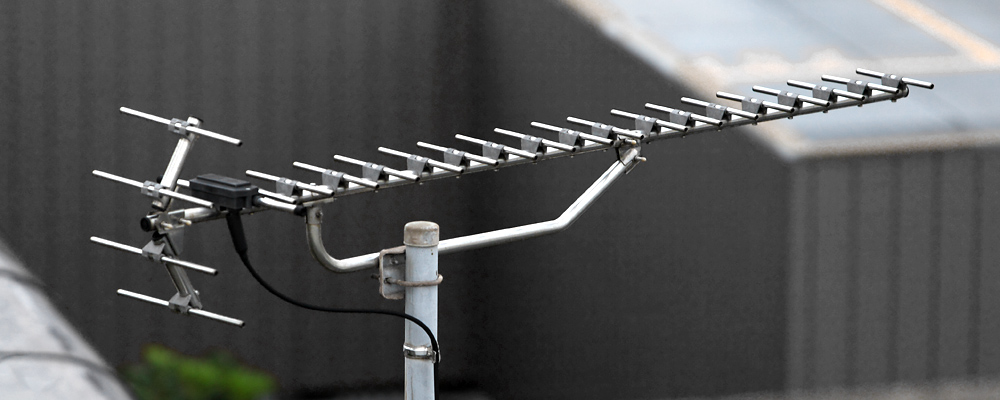
Una antena de televisión UHF en la azotea de una vivienda. Uno de los servicios de la banda UHF más conocidos por el público son los canales de televisión tanto locales como nacionales. Según los países, algunos canales ocupan las frecuencias entre algo menos de 470 MHz y unos 862 MHz. Actualmente se usa la banda UHF para emitir la Televisión Digital Terrestre (TDT).

Una antena de televisión o antena de TV, es una antena diseñada específicamente para la recepción de señales de televisión abierta, que se transmiten en frecuencias de alrededor de 41 a 250 MHz (canales llamados "bajos" del 2 al 13) en la banda de VHF y 470-960 MHz en la banda de UHF en diferentes países.

Las antenas de televisión se fabrican en dos tipos diferentes: antenas de "interior", que se encuentra en la parte superior o al lado de la televisión, y antenas "al aire libre", montadas en un mástil en la parte superior de la casa del propietario. Los tipos más comunes de las antenas utilizadas son los dipolar  ("orejas de conejo") y las antenas de bucle o espiral y respecto a las antenas de exterior, la antena Yagi y la log periódica. 

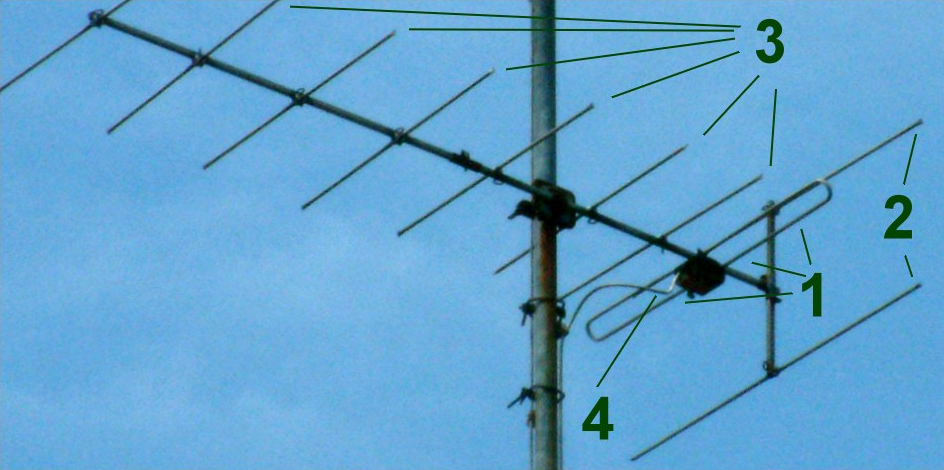
La antena de Yagi también es usada como una antena de televisión.